# 性罢工

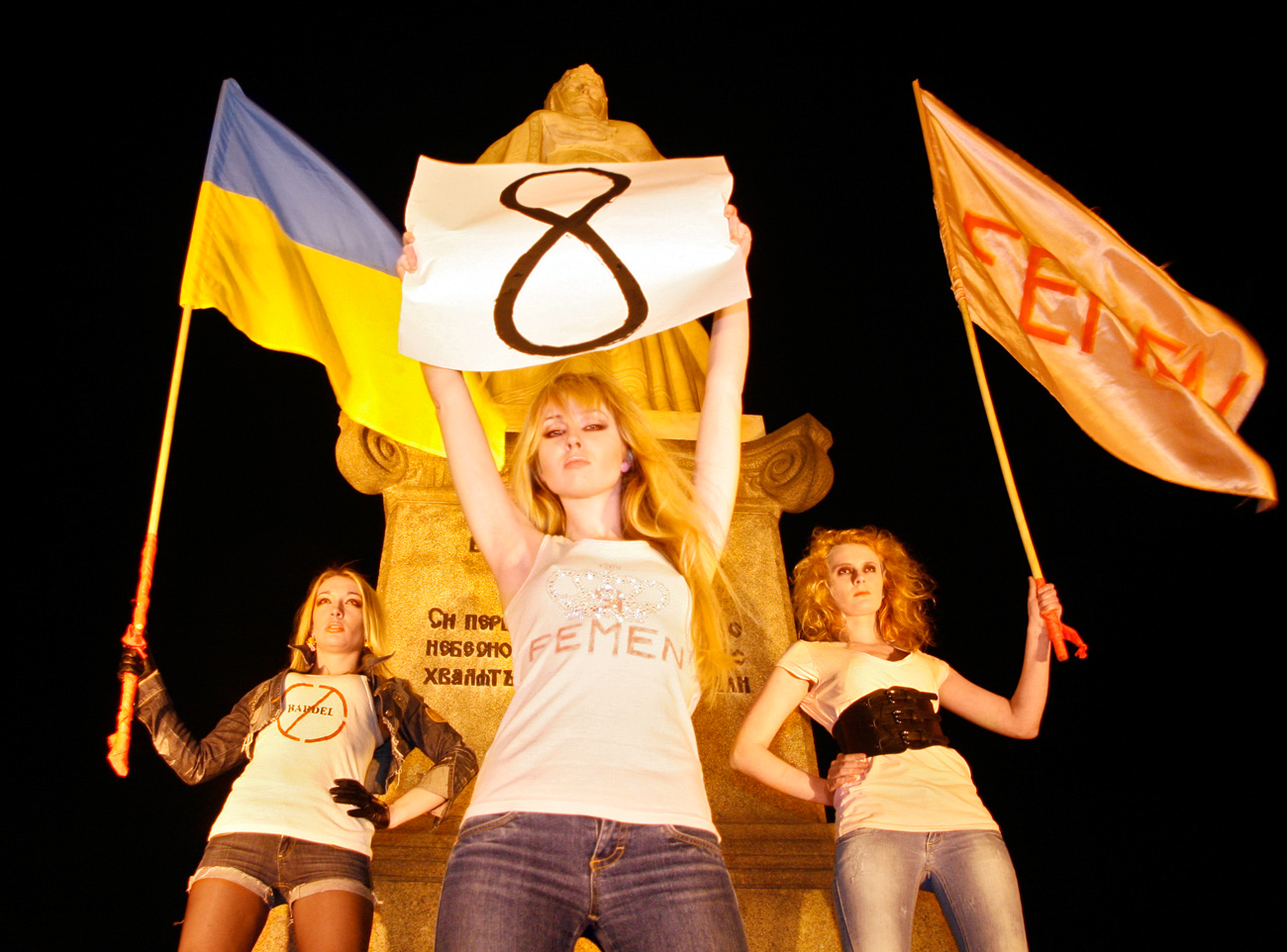
乌克兰FEMEN组织在呼吁反剥削女性的性罢工

性罢工（英語：sex strike），有时又称性抵制（sex boycott），是一种一人或多人为了达成某些目标而暂时性禁欲（拒绝与性伴侶发生性行为）的非暴力罢工手段。性罢工曾被用来抗议许多问题，例如战争、帮派暴力等。

## 历史上的性罢工

### 古希腊

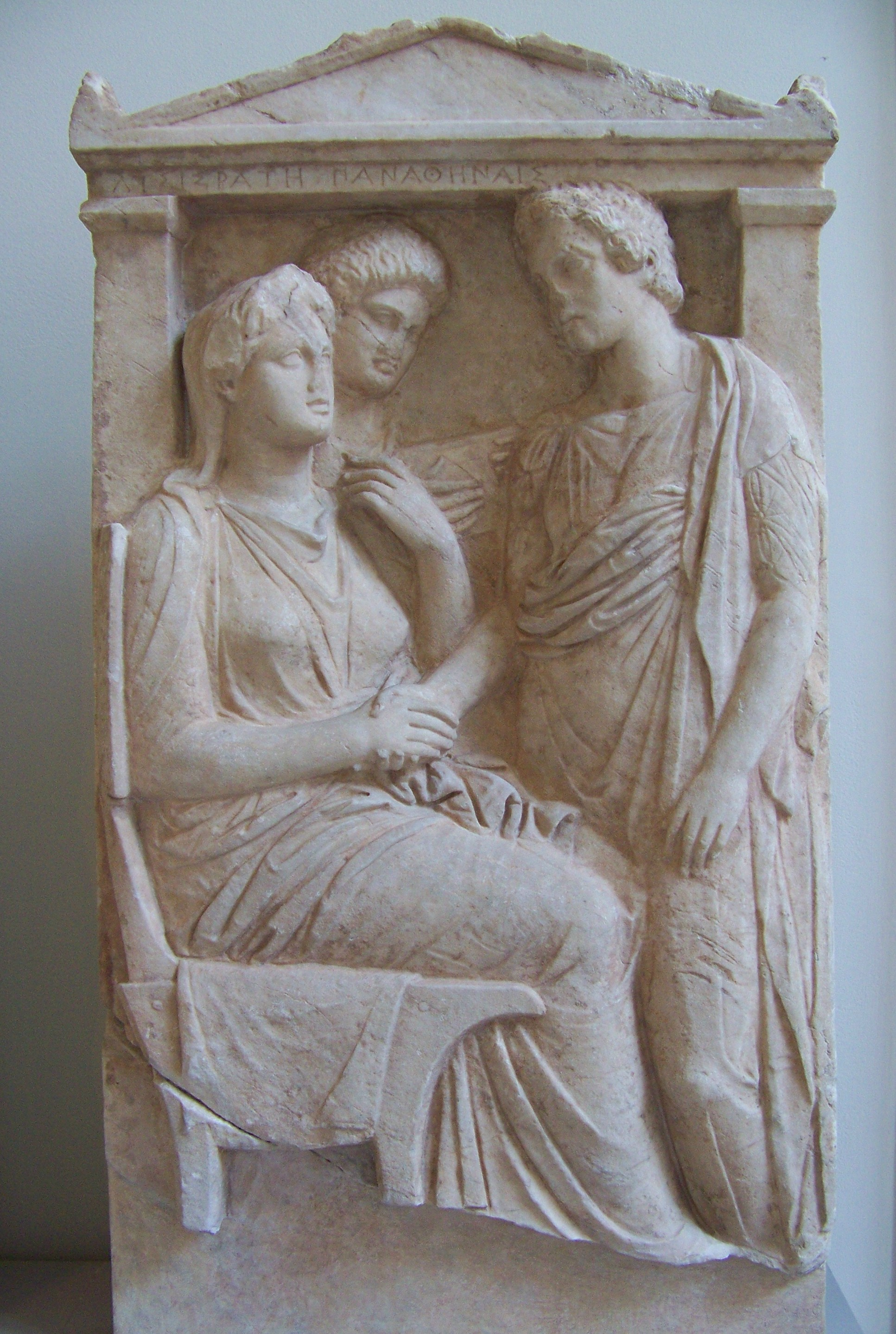
吕西斯特拉忒的雕像

古希腊最著名的性罢工当属阿里斯托芬笔下的反战喜剧《吕西斯特拉忒》。该剧中的女性角色和主人公通过拒绝和丈夫同房来确保和平，并促进了伯罗奔尼撒战争的结束。

### 尼日利亚
在尼日利亚未被殖民时，伊博人女性自发成立了委员会，其组织者Agba Ekwe对于当时的公众集会拥有最后的发言权。委员会的任务之一就是确保男性检点，发现男性有骚扰行为时对其处罚。

### 史前世界
史前时代狩猎采集的出现让人类社会变得团结。一些人类学家持有这样的观点：在语言、文化和宗教形成时，文明的本性使得我们的祖先不论分布在何处都一致反对强奸。这种具有争议的假设奠定了“外貌协会”一词的来源。此外，该假设也被称为“性罢工”，或是直接使用源自古希腊的“吕西斯特拉忒”。

## 现代的性罢工

### 哥伦比亚
1997年10月，哥伦比亚军队的司令官曼纽尔·博内公开呼吁左翼游击队员、毒品贩子和民兵组织的妻子和女友发动性罢工作为促进停火的手段。圣菲波哥大宣布该城仅限女性进出，意图把男人留在家中而不是送往战场；但此决定遭到了游击队员的讽刺，因游击队中已有两千多名女性（军妓）。停火持续了短暂的时间。
2006年9月数十名来自佩雷拉帮派配偶为反对帮派暴力发起了一场被称为“二郎腿运动”的性罢工。据活动发言人称，运动的目的是迫使帮派分子放下武器，遵守法律。大量帮派分子为了地位和吸引力而战，罢工者的目标则是告诉他们，这种战斗一点都不性感。2010年哥伦比亚的谋杀率是有史以来最低，降低了26.5%。
2011年哥伦比亚西南部的巴瓦科阿斯也爆发了类似的运动，目的是给当地政府施压，要求其修复连接周围城镇的道路。当地男性起初并不支持此次性罢工，但之后也加入了抗议的行列。在罢工进行了112天后，政府于10月承诺修路，施工继续进行。

### 肯尼亚
2009年4月，一些肯尼亚女性发动针对政客的性罢工，并鼓励总统和总理的妻子加入，甚至承诺会补偿因此给妓女带来的损失。

### 利比里亚

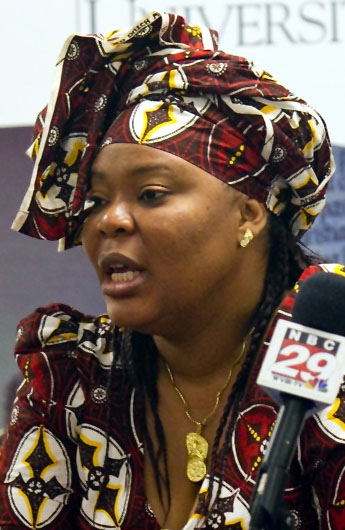
莱依曼·古博薇

2003年，莱伊曼·古博薇等人发起了一次包含性罢工的非暴力抗议。这次抗议停下了持续14年之久的利比里亚内战，促成了该国第一名女性领导人瑟利夫的当选，也让古博薇获得了2011年诺贝尔和平奖。

### 意大利
2008年新年夜，数百名那不勒斯女性要求其伴侣“睡沙发”以抗议对烟火造成人身伤害的不满。

### 菲律宾
2011年夏天，棉兰老岛乡下女性为终结两村间的斗争发动了持续数周的性罢工。

### 南苏丹
2014年10月，南苏丹女性政治家Pricilla Nanyang号召朱巴的女性活动家开展“和平、康复与和谐”活动，参与者呼吁南苏丹女性在其伴侣确保和平稳定之前“拒绝行使同居权”。

### 多哥
受2003年利比里亚性罢工的影响，多哥反对党“Let's Save Togo”发动女性性罢工，以抗议专政超过45年的福雷·纳辛贝总统家族。罢工的目的是号召不从政的男性“达成目标”。反对党领袖伊莎贝尔·阿美甘薇将其视为推动政治变局的有力武器。